# Спирин, Андрей Александрович
Андрей Александрович Спирин (1983 — 2022) — российский военнослужащий, заместитель командира мотострелкового батальона по вооружению 200-й отдельной мотострелковой Печенгской Краснознамённой ордена Кутузова бригады (арктической) 14-го армейского корпуса Северного флота, майор. Герой Российской Федерации (2022, посмертно).

## Биография
Родился 29 апреля 1983 года в городе Обнинск Калужской области, где его родители работали на заводе «Сигнал». В начальных классах учился в школе № 11 имени Подольских курсантов в Обнинске. В 1994 году семья переехала в город Муром Владимирской области, где Андрей окончил школу № 33 (ныне — лицей № 1). После школы учился в Тульском артиллерийском инженерном институте, затем служил в мотострелковых соединениях Ленинградского и Северо-Кавказского (Южного) военных округов. Затем продолжил службу в 200-й отдельной мотострелковой Печенгской Краснознамённой ордена Кутузова бригады (арктической) 14-го армейского корпуса Северного флота дислоцированной в Мурманской области в должности заместителя командира мотострелкового батальона по вооружению, был награждён медалью «За отвагу» и медалью ордена «За заслуги перед Отечеством» II степени.
Участник вторжения России на Украину. Был ранен, после излечения вернулся в зону боевых действий. По информации военного ведомства РФ, 13 июня 2022 года майор Спирин заменил раненого в бою командира роты и принял командование подразделением на себя. Рота отбила четыре атаки превосходящих сил противника. Майор Спирин был ранен, но продолжал командовать ротой, которая сумела остановить контрнаступление противника.
Указом Президента России от 12 июля 2022 года за мужество и героизм, проявленные при исполнении воинского долга, удостоен звания Героя Российской Федерации (посмертно). Звезду Героя России передал семье погибшего командующий Северным флотом Российской Федерации адмирал Александр Моисеев.
Похоронен 18 июля 2022 года на сельском кладбище «Грибовка» в районе деревни Коржавино Муромского района Владимирской области.

## Память

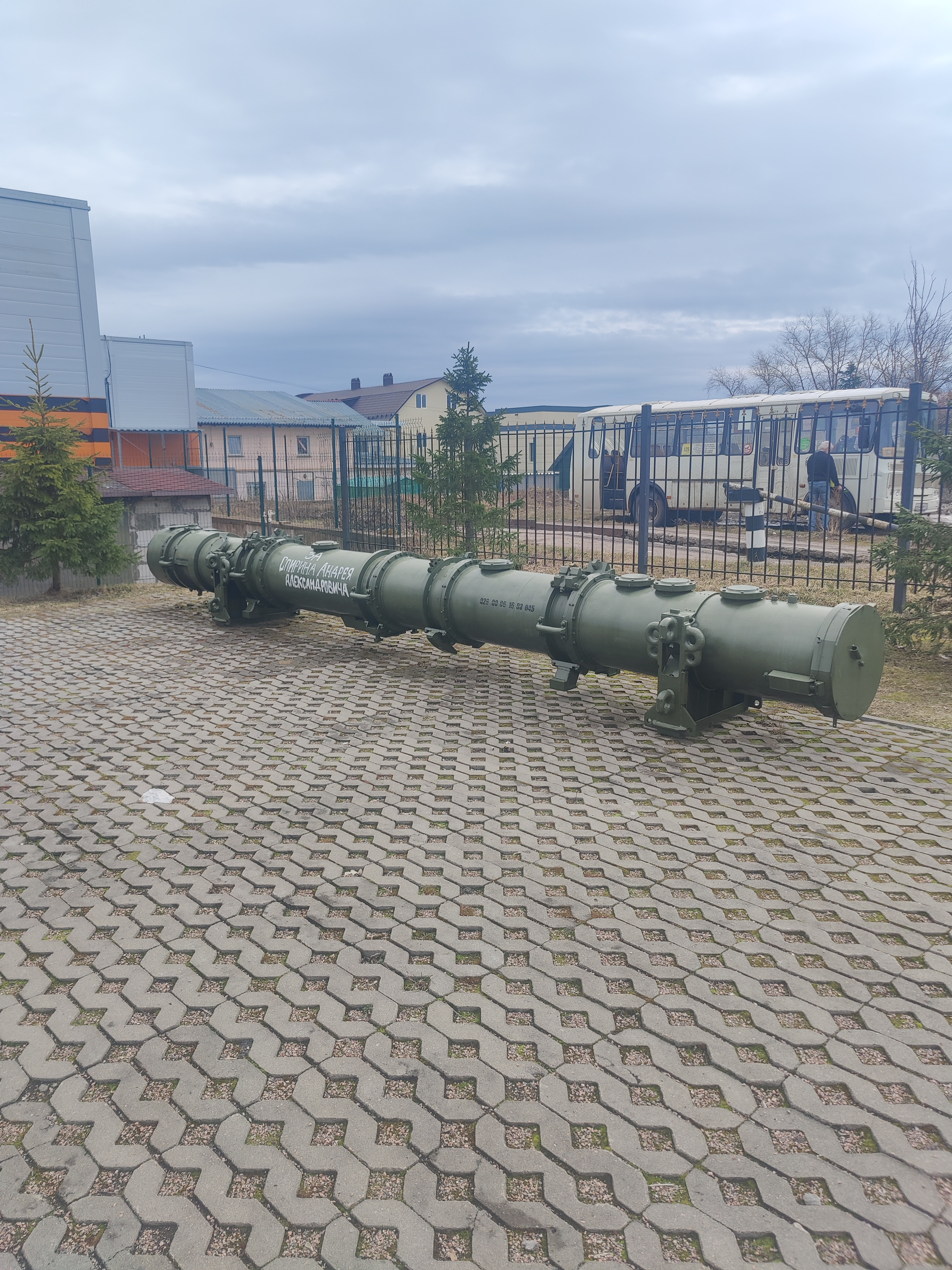
Транспортно-пусковой контейнер крылатой ракеты Р-500 комплекса «Искандер-К» с надписью «За Спирина Андрея Александровича» в парке «Патриот», город Луга

19 ноября 2022 года, в День ракетных войск и артиллерии, на здании бывшего Тульского артиллерийского инженерного института (ныне – штаба 106-й гвардейской воздушно-десантной дивизии) установили мемориальную доску в память о Спирине.
29 апреля 2023 года в муромском лицее № 1 (бывшая школа № 33) состоялось открытие мемориальной доски в память о выпускнике школы Андрее Спирине.

## Семья
Был женат на Наталье Спириной, воспитывал сына.